# Antoni Coll i Pi
Antoni Coll i Pi (Barcelona, 4 de febrer de 1857 - Santiago de Chile, 1942) fou un pintor i escultor català.
Nascut a Barcelona, es va iniciar professionalment com a dibuixant per a il·lustracions i fent retrats de personalitats de l'època. Més endavant va realitzar diversos projectes de decoració de les pintures interiors de les mansions de la burgesia. Després es va dedicar a fer reproduccions de conegudes obres del Museo del Prado i del Museu del Louvre.
L'any 1882 va participar en la primera exposició de l'Acadèmia de Belles Arts de Sabadell. A finals de segle xix, el 1897, ho feia a l'Exposició Nacional de Belles Arts de Madrid amb l'obra de gran format ¡Viuda!.
El 1906 va ser contractat pel govern xilè com a professor de Dibuix Ornamental i Pintura Decorativa, en la tot just creada Escola d'Arts Decoratives. Més tard va ser nomenat Professor de Modelatge a l'Escola d'Arquitectura.
Va morir a Santiago de Xile el 1943.
Conserven obra d'Antoni Coll i Pi la Biblioteca-Museu Víctor Balaguer, el Museu d'Art de Sabadell i la Vil·la Casals. Museu Pau Casals del Vendrell.

## Obres destacades
- ¡Hasta luego!, al Museu d'Art de Sabadell.[6]
- Dolor sense llàgrimes, a la Biblioteca Museu Víctor Balaguer de Vilanova i la Geltrú
- Bust de Manuel Milà i Fontanals, a la Sala de Plens de l'Ajuntament de Vilanova i la Geltrú.